# 出力音圧レベル
出力音圧レベル（しゅつりょくおんあつレベル）とは、音響機器におけるスピーカーシステムの効率（能率）を表すスペックである。低音域から高音域までの全域において、平均的・総合的にどの程度の音圧が得られているかを表したものであり、たとえば90 dB/Wというように表示される。通常スピーカーの中心から1メートルの距離において、1 Wの測定用信号を加えて測定される。
この値が3 dB異なる場合、高い方のスピーカーと同じ音量を出すには、アンプの出力（W）は約2倍必要ということになる。
この値が高いものは同じ出力のアンプであっても大きな音量が得られる能率の高いスピーカーと言え、アンプの音声信号が音響に変換される効率も高い。しかし、総合的な広帯域を得ること、特に低音域の拡大と相反する面もあるため、特に小型のスピーカーではこの値を高めるのは難しい。
一般的なスピーカーシステムでは1960年代以前では主に95 dB/W前後のものが、1970年代 - 1980年代では主に90 dB/W前後のものが大多数を占めていたが、1990年代以降ではウーファーの口径が小さい機種で低音域を拡大している傾向から、85 dB/W前後（尤も、2010年代の現在では主に80 dB/W前後）のものが大多数を占めている。
以前はこの値は重要なものとされていたが、実際に家庭で音楽や映画などを楽しむには、2010年代の現在の基準では最低でも80 dB/W以上に達していれば十分である。映画館や劇場などのPA用では広い空間で大音量が要求されるため、最低でも95 dB/W以上のものが大部分を占めている。